# Бриту, Жуан
Жуан Паулу Кандеяш Бриту (порт. João Paulo Candeias Brito; 5 июня 1974 года, Ольян, Португалия) — португальский и болгарский футболист.

## Карьера
Свою профессиональную карьеру начинал в клубе «Ольяненсе». Затем Бриту несколько лет провел в клубе из элитной португальской Примейры за «Белененсеш». С 2002 по 2004 годы футболист успешно выступал в Болгарии за ЦСКА. За это время Бриту не только успел хорошо проявить себя на поле, но и получить гражданство этой страны.
В 2004 году игрок вернулся в Португалию, где подписал контракт с «Виторией» (Сетубал). Однако в чемпионате Португалии Бриту за него так и не сыграл. Футболист помогал команде только в Кубке страны, в котором «Витория» одержала победу.
В дальнейшем находился в составах клубов низших лиг Греции, Германии и Португалии.

## Достижения
- Чемпион Болгарии (1): 2002/2003
- Обладатель Кубка Португалии (1): 2004/2005.